# Letter.2
Letter.2 (en anglais Lettre.2) fut la deuxième compétition internationale organisée par l'association typographique internationale.
Elle eut lieu en 2011, dix ans après la précédente, Bukva:raz!.
Elle consacra cinquante-trois des 561 polices candidates, toutes élaborées lors de la décennie précédente.
Le jury, composé de Lucie Lacava, Fiona Ross, Peter Biľak, Rubén Fontana, John Hudson, Akira Kobayashi et Gerry Leonidas, se réunit à Buenos Aires les 1er et 2 octobre 2011, sous la présidence de José Scaglione, qui ne votait pas.

## Récipiendaires
| Nom                                        | Auteur                                    | Année |
| ------------------------------------------ | ----------------------------------------- | ----- |
| Adobe Clean Serif                          | Robert Slimbach                           | 2011  |
| Alda                                       | Berton Hasebe                             | 2011  |
| Alegreya                                   | Juan Pablo del Peral                      | 2011  |
| Arek                                       | Khajag Apelian                            | 2011  |
| Aria                                       | Rui Abreu                                 | 2011  |
| Arietta                                    | Abi Huynh                                 | 2011  |
| Arno                                       | Robert Slimbach                           | 2007  |
| Blaktur                                    | Ken Barber                                | 2007  |
| Brioso                                     | Robert Slimbach                           | 2003  |
| Cadence                                    | Jonathan Perez                            | 2009  |
| Capitolium News 2                          | Gerard Unger                              | 2006  |
| Chartwell                                  | Travis Kochel                             | 2011  |
| Copte Scripte                              | Laurent Bourcellier & Jonathan Perez      | 2008  |
| DecoType Nastaliq                          | Mirjam Somers, Thomas Milo & Peter Somers | 2009  |
| Eames Century Modern                       | Erik van Blokland                         | 2010  |
| Ed Benguiat Interlock                      | Ed Benguiat & Ken Barber                  | 2004  |
| Egyptian Slate                             | Rod McDonald                              | 2009  |
| Expo Serif, Expo Sans, Expo Sans Condensed | Mark Jamra                                | 2010  |
| FF Legato                                  | Evert Bloemsma                            | 2004  |
| FF Milo                                    | Michael Abbink                            | 2006  |
| FF Strada                                  | Albert Pinggera                           | 2002  |
| Garamond Premier                           | Robert Slimbach                           | 2005  |
| Harir                                      | Bahman Eslami                             | 2010  |
| JAF Herb                                   | Tim Ahrens                                | 2010  |
| JAF Lapture                                | Tim Ahrens                                | 2004  |
| Kazuraki SP2N                              | Ryoko Nishizuka                           | 2010  |
| LogoJr Black                               | Shigeru Katsumoto & Kyoko Katsumoto       | 2007  |
| Maiola                                     | Veronika Burian                           | 2005  |
| Marat                                      | Ludwig Übele                              | 2008  |
| Marlene                                    | Nikola Djurek                             | 2011  |
| Meret                                      | Nils Thomsen                              | 2011  |
| Mundo Sans                                 | Carl Crossgrove                           | 2003  |
| Myriad (Extensions)                        | Robert Slimbach                           | 2011  |
| Nassim                                     | Titus Nemeth                              | 2011  |
| Neue Haas Grotesk                          | Christian Schwartz                        | 2011  |
| New Rail Alphabet                          | Henrik Kubel & Margaret Calvert           | 2009  |
| Numa                                       | Sumner Stone                              | 2007  |
| Orbe                                       | Rui Abreu                                 | 2008  |
| Piel Script                                | Alejandro Paul                            | 2010  |
| Pirouette                                  | Ryuichi Tateno                            | 2003  |
| Retiro                                     | Jean François Porchez                     | 2009  |
| Rocky                                      | Matthew Carter & Richard Lipton           | 2008  |
| Rooney                                     | Jan Fromm                                 | 2010  |
| Rumba                                      | Laura Meseguer                            | 2006  |
| Smidgen                                    | Ken Barber                                | 2011  |
| Studio Lettering Slant                     | Ken Barber                                | 2008  |
| Tanger Serif                               | Jarno Lukkarila                           | 2008  |
| Tangier                                    | Richard Lipton                            | 2010  |
| Telcel Sans                                | Gabriel Martínez Meave                    | 2011  |
| Thuraya                                    | Kristyan Sarkis                           | 2011  |
| Tiempos                                    | Kris Sowersby                             | 2010  |
| Veljovic Script                            | Jovica Veljović                           | 2009  |
| William                                    | Maria Doreuli                             | 2011  |